# Série de championnat de la Ligue nationale de baseball 1972
La Série de championnat de la Ligue nationale de baseball 1972 était la série finale de la Ligue nationale de baseball, dont l'issue a déterminé le représentant de cette ligue à la Série mondiale 1972, la grande finale des Ligues majeures.
Cette série trois de cinq débute le samedi 7 octobre 1972 et se termine le mercredi 11 octobre par une victoire des Reds de Cincinnati, trois matchs à deux sur les Pirates de Pittsburgh.

## Équipes en présence
Les Pirates de Pittsburgh complètent la saison régulière 1972 avec le meilleur dossier victoires-défaites (96-59) du baseball majeur et remportent un troisième championnat consécutif de la division Est de la Ligue nationale. Les Pirates terminent la saison avec 11 matchs de priorité sur les Cubs de Chicago, l'équipe de deuxième place. Les champions de la Série mondiale 1971 retournent donc en Série de championnat, et ce pour une troisième année de suite.
Avec un dossier de 95-59, les Reds de Cincinnati, champions de la division Ouest et de la Série mondiale en 1970, reviennent en première place après une décevante saison 1971 où ils avaient pris le quatrième rang sur six équipes. Les Reds devancent les Dodgers de Los Angeles, leurs plus proches poursuivants, par 10 matchs et demi dans la section Ouest.
Pittsburgh et Cincinnati se rencontrent en Série de championnat pour la seconde fois : en 1970, les Reds avaient balayé les Pirates en trois parties.

## Déroulement de la série

### Calendrier des rencontres
| Match | Date       | Visiteur              | Hôte                  | Score |
| ----- | ---------- | --------------------- | --------------------- | ----- |
| 1     | 7 octobre  | Reds de Cincinnati    | Pirates de Pittsburgh | 1 - 5 |
| 2     | 8 octobre  | Reds de Cincinnati    | Pirates de Pittsburgh | 5 - 3 |
| 3     | 9 octobre  | Pirates de Pittsburgh | Reds de Cincinnati    | 3 - 2 |
| 4     | 10 octobre | Pirates de Pittsburgh | Reds de Cincinnati    | 1 - 7 |
| 5     | 11 octobre | Pirates de Pittsburgh | Reds de Cincinnati    | 3 - 4 |

### Match 1
Samedi 7 octobre 1972 au Three Rivers Stadium, Pittsburgh, Pennsylvanie.
| Reds de Cincinnati | 1 | 0 | 0 | 0 | 0 | 0 | 0 | 0 | 0 | 1 | 8 | 0 |
| Pirates de Pittsburgh | 3 | 0 | 0 | 0 | 2 | 0 | 0 | 0 | X | 5 | 6 | 0 |
| Lanceurs partants : CIN : Don Gullett PIT : Steve Blass Vic. : Steve Blass (1-0) Déf. : Don Gullett (0-1) HRs : CIN : Joe Morgan (1) PIT : Al Oliver (1) |   |   |   |   |   |   |   |   |   |   |   |   |

### Match 2
Dimanche 8 octobre 1972 au Three Rivers Stadium, Pittsburgh, Pennsylvanie.
| Reds de Cincinnati | 4 | 0 | 0 | 0 | 0 | 0 | 0 | 1 | 0 | 5 | 8 | 1 |
| Pirates de Pittsburgh | 0 | 0 | 0 | 1 | 1 | 1 | 0 | 0 | 0 | 3 | 7 | 1 |
| Lanceurs partants : CIN : Jack Billingham PIT : Bob Moose Vic. : Tom Hall (1-0) Déf. : Bob Moose (0-1) HRs : CIN : Joe Morgan (2) |   |   |   |   |   |   |   |   |   |   |   |   |

### Match 3
Lundi 9 octobre 1972 au Riverfront Stadium, Cincinnati, Ohio.
| Pirates de Pittsburgh | 0 | 0 | 0 | 0 | 1 | 0 | 1 | 1 | 0 | 3 | 7 | 0 |
| Reds de Cincinnati | 0 | 0 | 2 | 0 | 0 | 0 | 0 | 0 | 0 | 2 | 8 | 1 |
| Lanceurs partants : PIT : Nelson Briles CIN : Gary Nolan Vic. : Bruce Kison (1-0) Déf. : Clay Carroll (0-1) Sauv. : Dave Giusti (1) HRs : PIT : Manny Sanguillen (1) |   |   |   |   |   |   |   |   |   |   |   |   |

### Match 4
Mardi 10 octobre 1972 au Riverfront Stadium, Cincinnati, Ohio.
| Pirates de Pittsburgh | 0 | 0 | 0 | 0 | 0 | 0 | 1 | 0 | 0 | 1 | 2  | 3 |
| Reds de Cincinnati | 1 | 0 | 0 | 2 | 0 | 2 | 2 | 0 | X | 7 | 11 | 1 |
| Lanceurs partants : PIT : Dock Ellis CIN : Ross Grimsley Vic. : Ross Grimsley (1-0) Déf. : Dock Ellis (0-1) HRs : PIT : Roberto Clemente (1) |   |   |   |   |   |   |   |   |   |   |    |   |

### Match 5
Mercredi 11 octobre 1972 au Riverfront Stadium, Cincinnati, Ohio.
| Pirates de Pittsburgh | 0 | 2 | 0 | 1 | 0 | 0 | 0 | 0 | 0 | 3 | 8 | 0 |
| Reds de Cincinnati | 0 | 0 | 1 | 0 | 1 | 0 | 0 | 0 | 2 | 4 | 7 | 1 |
| Lanceurs partants : PIT : Steve Blass CIN : Don Gullett Vic. : Clay Carroll (1-1) Déf. : Dave Giusti (0-1) HRs: CIN : Johnny Bench (1), Cesar Geronimo (1) |   |   |   |   |   |   |   |   |   |   |   |   |